# Regola della mano sinistra di Fleming
La regola della mano sinistra di Fleming (per i motori) mostra la direzione della spinta su un conduttore che porta una corrente in un campo magnetico.
la mano sinistra deve essere tenuta con il pollice, il dito indice ed il dito medio reciprocamente angolati a 90 gradi, come mostra la figura seguente.
Il pollice rappresenta la spinta (o risultante del moto).
Il dito indice rappresenta il campo.
Il dito medio rappresenta la corrente (nella direzione classica, da positivo a negativo).
Esiste anche una regola di Fleming per la mano destra (per i generatori).
Questa regola è stata chiamata così in onore dell'ingegnere britannico John Ambrose Fleming, che l'ha inventata.
Un altro metodo per ricavare la forza motrice associando a ogni dito una iniziale:
Pollice =ponderale[F]
Indice = Induzione [B]
Medio =movimento cariche [I]
la forza motrice si esprime come F= B*L*I